# Френкель Лазар Самійлович
Френкель Лазар Самійлович  (1904–1978) — режисер українського радянського театру й кіно, сценарист, актор.

## Життєпис
Народився 2 січня 1904 р. в Катеринославі (нині Дніпро) в родині лікаря. Закінчив режисерський і акторський факультети Київського музично-драматичного інституту ім. М. В. Лисенка (1923). Працював у театрі. З 1927 р. — на Київській студії художніх фільмів.
Грав у кінокомедії О. Довженка «Вася — реформатор» (1926) та у фільмі «Любов» (1933, реж. О. Улицька i О. Гавронський).
Зняв науково-популярну стрічку «Скарлатина», художні кінокартини: «Сам собі Робінзон» (1929), «Свій хлопець» (1931), «Останній каталь» (1931), «Люлі-люлі, дитино» (1932), «Червона хустина» (1934), «Дивний сад» (1935), «Том Соєр» (1936, у співавт. з Г. Затворницьким).
Співавтор сценаріїв художніх фільмів: «Одна ніч» (1927), «Безпритульні» (1928), «Греблю прорвано» (1928), «Сам собі Робінзон» (1929), «Разом з батьками» (1932), «Вогнище у лісі» (1941).
З 1947 р. — режисер Української студії хронікально-документальних фільмів, де створив кінокартини: «Свято піонерів» (1947), «Торжество українського народу» (1948), «Комплексна механізація» (1950), «Сільськогосподарська виставка на Україні», «В одній школі» (1952), «Черешеньки» (1953), «Дари великої дружби» (1954), «Перші кроки», «В рідній сім'ї», «Місто металургів», «Спартакіада УРСР» (1955), «Наука — виробництву», «Солекопи Закарпаття», «Юні кукурудзоводи», «У шахтарів Донбасу» (1956), «Серця молодих» (1957), «З'їзд молодих ентузіастів», «Чудовий подарунок», «Дорога в життя» (1958), «Молодість звільненого краю» (1959), «Життю назустріч», «У дружбі з працею», «Юні запорожці» (1960) та ін. Один з організаторів кіножурналів «Піонерія», «Молодь України».
Був членом Спілки кінематографістів України.
Помер 1 лютого 1978 р. в Києві.